# Эрменгарда (графиня Цютфена)
Эрменгарда (Ermengarde de Zutphen) (ум. не ранее 1134, возможно — в 1138) — графиня Цютфена с не ранее чем 1122. Последняя представительница династии самостоятельных правителей княжества (после её смерти Цютфен объединился с Гельдерном).
Дочь графа Цютфена Оттона II Богатого (ум. 1113) и его жены Юдит д’Арнштейн. По некоторым данным — двоюродная племянница императора Лотаря Суплинбургского. Точный порядок этого возможного родства не выяснен.
Родилась ок. 1100 года. Унаследовала Цютфен после смерти своего старшего брата Генриха II (не позднее 1134) (другие братья, Герхард и Дирк, к тому времени тоже умерли).
В 1115/17 вышла замуж за гелдернского графа Герхарда II (ум. 1128/1132). Дети:
- Генрих (ум. 1182), граф Гелдерна и Цютфена
- Саломея (ум. 1167), жена Генриха I, графа Вилдесхаузена.

Овдовев, Эрменгарда вторым браком вышла замуж за Конрада II Люксембургского (ум. 1136). Детей не было.